# La Légende du dragon rouge
Pour plus de détails, voir Fiche technique et Distribution.
La Légende du dragon rouge (洪熙官之少林五祖, Hong Xi Guan : Zhi Shao Lin wu zu) est un film hongkongais écrit et réalisé par Wong Jing et sorti en 1994.

## Synopsis
Hong Xi Guan, guerrier Shaolin, découvre en revenant de son village que sa famille a été massacrée par des soldats mandchous. Avec son jeune fils, unique rescapé de cette tragédie, ils se lancent à la poursuite des meurtriers. Sept ans plus tard, après avoir parcouru en vain la Chine en quête de vengeance, Hong et son fils trouvent refuge chez un riche propriétaire qui héberge également cinq jeunes moines.
Sur le dos de ces cinq moines est tatoué une carte d'un trésor appartenant à la dynastie des Ming et dont les forces mandchoues veulent s'emparer. Le face-à-face va être inévitable : l'ultime combat pour l'honneur d'une famille va avoir lieu. 

## Fiche technique
- Titre français : La légende du dragon rouge
- Titre anglais : The Legend of the Red Dragon
- Titre original : 洪熙官之少林五祖 (Hong Xi Guan : Zhi Shao Lin wu zu)
- Réalisation : Wong Jing
- Scénario : Wong Jing
- Musique : Eckart Seeber
- Photographie : Tom Lau
- Montage : Angie Lam
- Société de production : Eastern Productions
- Pays d'origine : Hong Kong
- Genre : Action, arts martiaux, Comédie
- Durée : 95 minutes
- Date de sortie :
  - Hong Kong : 3 mars 1994

## Distribution
- Jet Li (VF : Franck Capillery) : Hong Xi Guan
- Chingmy Yau (VF : Marie Giraudon) : Lotus Rouge
- Chen Sung-Yung : Mai Kai-Sin
- Chuen-Hua Chi : Ma Ling-Yee
- Damian Lau : Chan Kan-Nam
- Miu Tse (VF : Brigitte Lecordier) : Hung Man Ting
- Lung Wei Wang : Le Commandant
- Deannie Yip (VF : Marie-Madeleine Burguet-Le Doze) : La mère de Lotus Rouge